# キングタイソン

キングタイソン（1985年10月15日 - )は、日本の起業家、タレント俳優、動画クリエイター。血液型はO型。

## 人物・来歴
1985年に大阪府堺市で生まれる。神奈川県横浜市に転校し中学卒業後、横須賀市にある神奈川県立大楠高等学校に入学、暴走族に加入。
直後に総長となり、そのリーダーシップから加入するヤンキーが続出し横須賀地域最大の暴走族となり神奈川県内の連合の総長になる。長期少年院出院後、港湾土木事業会社横浜フロンティアcc取締役に就任。
その直後に傷害事件で再び逮捕、その為、任期期間はたったの３ヶ月間。
出所後、２０歳で歌舞伎町のホストクラブへ入店。
ホストでは珍しい服装『B-boy』の服装での営業スタイルに入店後すぐに新聞雑誌テレビなどのメディア露出が続きナンバーワンを獲得。雑誌での表紙を飾る際には常に中指を立てており、情報雑誌では全国ホストランキングで６位になっている。同店入店後一年で取締役へと就任。しかし傷害事件が続き退店となる、ホストクラブ最大のグループグループダンディーへの移籍。
その服装は変わらずキャップにスニーカーというスタイルはネオホストの先駆者でもある。いつも帽子を被っている事で薄毛との噂が広まったが本人は否定している。
彼のスタイルは、『自らの客の席につかない、番号を聞かない、スーツは着ない、出勤時間は1日２時間のみ』という常識とはかけ離れた接客スタイルで指名本数、売り上げ共にナンバーワンを獲得していることが雑誌で特集されている。
江東区のタワーマンションに住んでいる姿も同誌で特集されている。契約の１年間のみでホストを引退している。
副業などでは楽曲プロデュースなどを手がけていることが雑誌に掲載されている。
引退後は、歌舞伎町を中心に都内地方で数多くの飲食店を経営プロデュースしている。歌舞伎町では当時23歳という異例の若さで大型店舗のキャバクラZIONなど数店舗同時オープン。
グループの会長でもあるが、年齢の若さや政治界との繋がりなどが噂され名前を一切伏せている。

## エピソード
- ファッション雑誌『Kawaii』ではモデルとの交際が確認されているが 情報雑誌『marumaru』では異性との交際を否定している。
- 地下格闘技渋谷杉浦グループKRUNCHのイベントにはリングマットに彼のグループのロゴが入っていることや 忘年会などの参加などから何かしらの関わりがあることが見受けられる。
- 芸能事務所キャストパワーに所属していたことが判明しているがその他は非公開となっている。
- 株式会社吉本興業やニコニコ動画の株式会社ドワンゴとの仕事上での関わりが見受けられる。
- ゴールデンボンバーのブログに登場したり、元ジャニーズ小原結貴、屋良朝幸、キスマイ北山広光、生田斗真や俳優山田孝之、バンドのナイトメア黄泉、柩、GLAYのボーカルTERU、GIRL NEXT DOOR千紗、てんちむなどの芸能界から大手企業の社長や役員、政治家など幅広い交友関係が判明している。
- 本人のSNS等から動画に関する事業に投資しているのではという噂があるが事実は不明。
- 全ての代表権は自ら放棄している。
- 2018年ボランティア・寄付のみを扱うアプリケーションの構想『AGERU』を発表していたが、資金調達の問題等で停滞している。

## 出演作品
- 1990年、フジテレビ系列『ひらけ！ポンキッキ』キッズ出演
- 1993年、花王提供番組内出演
- 1998年、テレビ朝日『8時だJ』
- 1999年、日本テレビ系列テレビ大分TOS『ハウジングメッセ』CM　同イベント出演
- 1999年、TBSネットワークOBS『あの人は今？』クリスマス特番ハリケーンレイダースメンバーとして参加
- 1999年、NHK大分放送局内番組ハリケーンレイダースメンバーとして参加